# Жадейкин, Максим Степанович
Макси́м Степа́нович Жаде́йкин (1914—1944) — гвардии младший сержант Рабоче-крестьянской Красной Армии, участник Великой Отечественной войны, Герой Советского Союза (1944).

## Биография
Родился 9 августа 1914 года в селе Налитово (ныне — Пуркаево Дубёнского района Мордовии). Окончил сельскую школу. Вместе со своим старшим братом приехал в Якутию на заработки. Трудился в бригаде строителей. С 1934 года работал на золотом прииске «Открытый» в Якутской АССР, затем был бригадиром плотников. Участвовал в стахановском движении.
В 1941 году был призван на службу в Рабоче-крестьянскую Красную Армию. Окончил курсы бронебойщиков. Служил на Дальнем Востоке. С июля 1943 года — на фронтах Великой Отечественной войны. Принимал участие в боях на Брянском, Центральном, 1-м Украинском фронтах. Участвовал в Курской битве, был ранен. К сентябрю 1943 года гвардии младший сержант Максим Жадейкин командовал отделением противотанковых ружей 1-го мотострелкового батальона 22-й гвардейской мотострелковой бригады (6-го гвардейского танкового корпуса, 3-й гвардейской танковой армии, 1-го Украинского фронта). Отличился во время битвы за Днепр.
27 сентября 1943 года вместе со своим отделением, несмотря на массированный вражеский огонь, переправился через Днепр в районе села Великий Букрин и принял активное участие в захвате плацдарма на его западном берегу. В бою он уничтожил танк и пулемёт противника. Оборонял плацдарм в течение трёх суток в составе 2-го батальона, а на четвёртый день нашёл своё подразделение, от которого его отнесло течением во время переправы. В последующих боях на плацдарме он уничтожил 2 танка, 3 бронетранспортёра, около 10 пулемётов. В боях под Киевом вместе со своим отделением продолжал успешно действовать. Так, только в районе Попельни он уничтожил танк и 3 бронетранспортёра противника. 9 января 1944 года в бою у села Буряки Бердичевского района Житомирской области Украинской ССР уничтожил немецкий танк и 3 бронетранспортёра, но и сам погиб.
Представлен к награждению званием Героя Советского Союза за мужество при форсировании Днепра. Указом Президиума Верховного Совета СССР «О присвоении звания Героя Советского Союза генералам, офицерскому, сержантскому и рядовому составу Красной Армии» от 10 января 1944 года за «образцовое выполнение боевых заданий командования на фронте борьбы с немецко-фашистскими захватчиками и проявленные при этом отвагу и геройство» был удостоен посмертно высокого звания Героя Советского Союза. Также был награждён орденом Ленина.
Долгое время считался пропавшим без вести. По инициативе следопытов из средней школы Нижний Куранах Алданского района было обнаружена его могила в окрестностях села Буряки Бердичевского района Житомирской области.

## Память
В честь Жадейкина названы улицы в Дубёнках и Алдане, школа в Пуркаево. Бюст Жадейкина установлен в Пуркаево.